# HD70313
HD70313 — хімічно пекулярна зоря спектрального класу A3, що має видиму зоряну величину в смузі V приблизно  5,5.
Вона  розташована на відстані близько 167,6 світлових років від Сонця.

## Фізичні характеристики
Зоря HD70313 обертається 
досить швидко 
навколо своєї осі. Проєкція її екваторіальної швидкості на промінь зору становить  Vsin(i)=112км/сек.